# 澳洲鳳䲁
澳洲鳳䲁（學名：Salarias ramosus），又稱澳洲唇齒䲁，為輻鰭魚綱鳚形目䲁科鳳䲁屬的一種，分布於中西太平洋澳洲及菲律賓西北部海域，深度1至15公尺，本魚體延長略側扁，頭短鈍，上下唇光滑，頭上有白色褶邊，體深棕色並有許多小珍珠斑點，背部有少量白色斑點，體長可達14公分，棲息在水淺且有遮蔽的岩礁或河口區，成小群活動，雌魚產附著性卵，雄魚有護卵行為，幼魚為浮游性，生活習性不明。